# Widdington (Essex)
Widdington is een civil parish in het bestuurlijke gebied Uttlesford in het Engelse graafschap Essex. In 2001 telde het dorp 463 inwoners. Het dorp heeft een kerk.